# Winfield (Iowa)
Winfield es una ciudad ubicada en el condado de Henry en el estado estadounidense de Iowa. En el Censo de 2010 tenía una población de 1134 habitantes y una densidad poblacional de 416,99 personas por km².

## Geografía
Winfield se encuentra ubicada en las coordenadas 41°7′33″N 91°26′17″O / 41.12583, -91.43806. Según la Oficina del Censo de los Estados Unidos, Winfield tiene una superficie total de 2.72 km², de la cual 2.72 km² corresponden a tierra firme y (0%) 0 km² es agua.

## Demografía
Según el censo de 2010, había 1134 personas residiendo en Winfield. La densidad de población era de 416,99 hab./km². De los 1134 habitantes, Winfield estaba compuesto por el 96.83% blancos, el 1.06% eran afroamericanos, el 0.18% eran amerindios, el 0.53% eran asiáticos, el 0% eran isleños del Pacífico, el 0.53% eran de otras razas y el 0.88% pertenecían a dos o más razas. Del total de la población el 1.41% eran hispanos o latinos de cualquier raza.